# 랑그와 파롤
랑그(Langue)와 파롤(Parole)은 구조주의 언어학의 시초인 페르디낭 드 소쉬르가 처음 사용한 낱말들로, 언어활동(불어: langage)에서 사회적이고 체계적 측면을 랑그라고 하였고 개인적이고 구체적인 발화의 실행과 관련된 측면을 파롤이라고 불렀다. 랑그와 파롤은 서로 상반되지만 서로 상호 보완적으로 작용한다. 다시 말하자면 파롤은 같은 내용의 언어가 사람마다 달라지는 것을 뜻하는 것으로 실제 발화 행위이며, 이러한 다양한 파롤을 가능하게 하는 것이 랑그이다.
언어는 다른 이와의 의사소통이기 때문에 서로 공통된 규칙이 존재한다. 여기서 우리가 '개별적'으로 대화하는 것을 파롤, 공통된 문법이나 낱말들에 존재하는 서로간의 규칙으로 고정적인 원칙을 랑그라고 한다. 가령 사람들은 공통적인 '살다'라는 낱말을 인식할 수 있는데 이를 랑그 때문이라고 볼 수 있고, 실제 대화할 때 상황에 따라 '살다'는 조금씩 다른 느낌(뉘앙스)을 줄 수 있는데, 그 각각의 용례들을 파롤이라고 볼 수 있다. 같은 말이라도 상황이나 억양에 따라 받아들이는 뜻이 달라지는 것도 이 파롤 때문이다. 두명의 사람에게 [살다] 라는 것을 발음하게 했을 때보다 열 명의 사람에게 발음하게 하면 각각 더 다른 느낌을 받을 수 있는 이유가 파롤 때문이다.
소쉬르는 언어학의 연구 대상이 될 수 있는 것은 '랑그' 뿐이라고 보았는데, 이는 파롤은 상황에 따라 쓰이는 느낌, 또는 뉘앙스가 천차만별이기 때문이다. 따라서 고정적이고 본질적인 랑그만을 연구 대상이 될 수 있는 것으로 보았다. 하지만 이와 같은 관점은 후기 구조주의에 이르러 많은 비난을 받게 된다. 언어학자들은 보통 랑그를 더욱 중요하게 생각하는 경향이 있다.

## 같이 보기
- 기표(시니피앙)와 기의(시니피에)